# Escalier du Potemkine
L'escalier du Potemkine (en ukrainien : Потьомкінські сходи, Pot'omkins'ki skhody ; en russe : Потёмкинская лестница, Potiomkinskaïa lestintsa), également appelé « Escalier Richelieu »,,,, est un escalier monumental situé à Odessa en Ukraine, considéré comme l'entrée officielle de la ville  pour celui venant de la mer, et représente son symbole le plus connu.
L'escalier doit sa renommée à une scène du film Le Cuirassé « Potemkine » de Sergueï Eisenstein, qui y fut tournée en 1925.

## Description

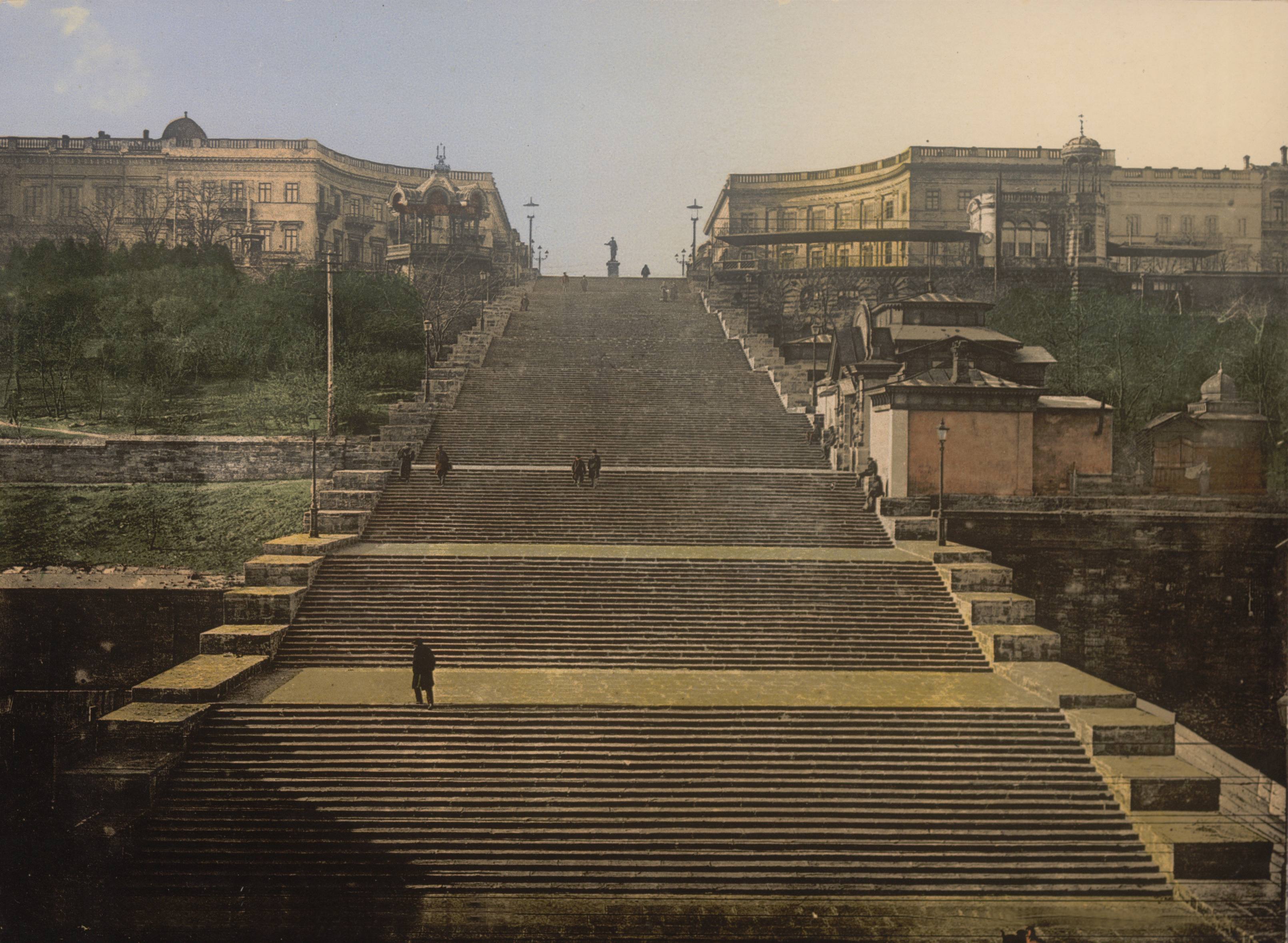
L'escalier du Potemkine, photo prise entre 1890 et 1900. Le point de vue surélevé permet d'observer à la fois les marches et les paliers.

Traversant le jardin Lunniy, cet escalier composé de 192 marches et de neuf paliers intermédiaires, mesure 12,5 mètres de large à son extrémité supérieure et 21,7 mètres à son pied, pour une longueur de 142 mètres mais qui semble néanmoins plus long en raison d'une illusion d'optique,,. Il est conçu de telle sorte qu'un observateur placé en haut des marches ne voie que les paliers, les marches étant invisibles, tandis qu'un observateur placé en bas ne voit que les marches,.

## Histoire
Odessa étant située sur un plateau surplombant la côte, le port situé en contrebas n'était accessible au début du XIXe siècle que par des chemins tortueux ou des escaliers rudimentaires en bois.
L'escalier de deux cents marches est conçu en 1825 par les architectes Francesco Boffo et Avraam Melnikov (en). Il est construit entre 1837 et 1841 par l'ingénieur anglais Upton utilisant du grès vert provenant de la ville italienne de Trieste (alors partie de l'Empire austro-hongrois),,, pour un coût total de 800 000 roubles, et nommé Escalier Primorski (Приморский, terme signifiant en russe vers la mer).
L'escalier est restauré en 1933, le grès remplacé par du granit rose venant de la rivière Buh et les paliers couverts d'asphalte. Huit marches furent retirées lors de l'extension du port, portant leur nombre à 192,.
Un funiculaire est construit en 1906 sur le côté gauche de l'escalier. L'escalier est renommé Escalier Potemkine en 1955 à l'occasion du 30e anniversaire du film Le Cuirassé « Potemkine ». Après l'indépendance de l'Ukraine en 1992, le nom original fut repris, comme pour un grand nombre de noms de rues d'Odessa.[réf. nécessaire]

## Monument du duc de Richelieu

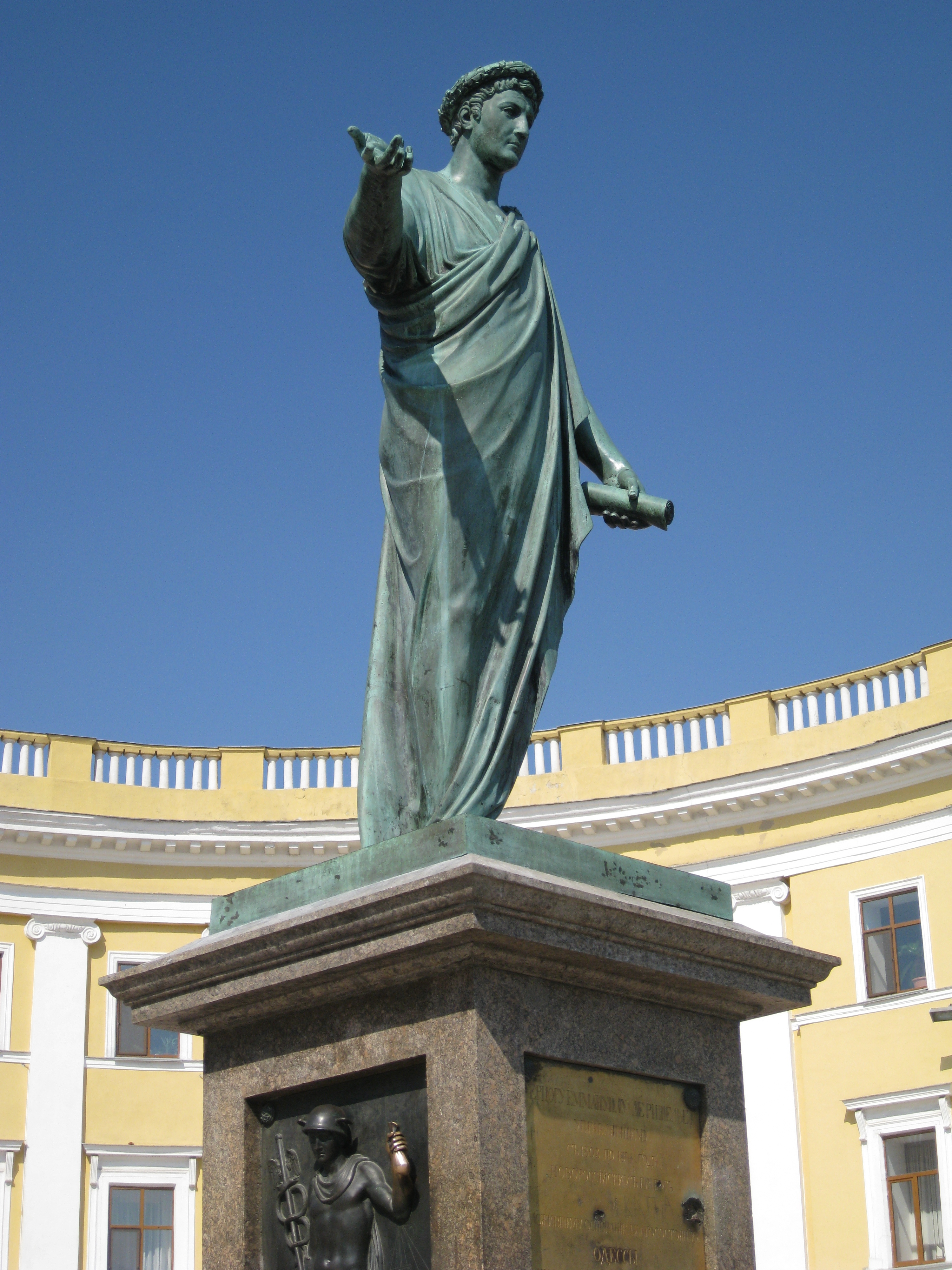
Statue du duc de Richelieu.

En haut des marches se trouve une statue d'Armand-Emmanuel du Plessis de Richelieu, premier gouverneur de la ville d'Odessa, représenté vêtu d'une toge romaine. Elle est l'œuvre du sculpteur russe Ivan Martos (1754-1835) et a été coulée en bronze par Yefimov. Elle est inaugurée en 1826 et constitue le premier monument érigé dans la ville,,.